# Teresel-patak
A Teresel-patak (más néven Teresul, Teresulka, Teresova ukránul: Терешілка [Teresilka]) folyó Kárpátalján, a Tarac jobb oldali mellékvize. Hossza 28 km, vízgyűjtő területe 110 km². Esése 30 ‰.
A Kraszna-havason, a Hropa és Kelemen-havas déli lejtőjén ered. Déli irányban folyik.

## Települések a folyó mentén
- Tereselpatak (Тарасівка)